# سراج الدين حقاني
سراج الدين حقاني ابن الشيخ جلال الدين حقاني عضو في مجلس شورى الإمارة الإسلامية لطالبان، وهو على رأس قائمة المطلوبين لمكتب التحقيقات الفدرالي والقائد الفعلي لشبكة حقاني (أحد الأذرع الضاربة لحركة طالبان) وأحد أبرز حلفاء القاعدة. ولد في ولاية بكتيا، كُلِفَ من قبل الإمارة الإسلامية بالجبهة الجنوبية الشرقية لأفغانستان (بكتيا، خوست، بكتيكا)، يحتفظ سراج الدين حقاني بعلاقات وثيقة مع تنظيم القاعدة، وهو أحد أبرز الشخصيات القيادية في شبكة حقاني التي أسسها والده جلال الدين حقاني، قام بتنسيق عمليات هجومية عبر الحدود ضد القوات الأمريكية وضد قوات الائتلاف في أفغانستان وشارك فيها، ويُعتقد أنه موجود في المناطق القبلية في باكستان التي تخضع لإدارة حكومة باكستان الفدرالية.

## انظر أيضُا
- نور جلال
- عبد الرزاق آخند زاده